# Prinsessan och hela riket
Prinsessan och hela riket är en novell av Pär Lagerkvist. Den 3 sidor långa novellen är den avslutande texten i samlingen Onda sagor och gavs ut år 1924. Texten består sammanlagt av 613 ord och stora delar av texten är i form av dialoger i mitten och i slutet av novellen.

## Bakgrund
Åren innan utgivandet av Onda sagor hade Pär Lagerkvist mest fokuserat på dikter. Han övergav sin expressionistiska ångestdiktering för att rikta in sig på ett mer rimmande sätt att skriva sina dikter. Han skrev ett par mycket populära dikter på detta sätt såsom Nu löser solen sitt blonda hår. Under 1920-talet började han att ägna sig åt mer religiöst skrivande med bibliska motiv och gamla myter. 

## Handling
Den tappraste av alla krigare, en ung prins, har en stor kärlek till en prinsessa. Han kastar sig från strid till strid utan att bli besegrad. När han till slut når staden där hans prinsessa befinner sig, slås portarna upp och han marscherar in i staden som en segrare. 
Prinsessan kan inte motstå sin prins makt och skönhet. Prinsen sätter sig på knä och uttrycker sin lycka i ett frieri. Han föreslår att deras bröllop ska vara samma dag och så blir det. Bröllopet blir minst sagt storslaget och firas av hela staden med fest och jubel. 
Efter aftonens bravader vill prinsen besöka prinsessans sovgemak men på vägen möts han av stadens ståthållare. Ståthållaren sträcker fram en guldkrona samt rikets nycklar. Den framgångsrika prinsen vill inte ta emot hans gåvor och förklarar för ståthållaren att han endast vill ha sin prinsessa. Ståthållaren insisterar på att ge över nycklarna och förklarar för den unga prinsen att med prinsessan får han även ett rike att styra. Prinsen blir mer och mer irriterad, men när ståthållaren förklarar att han inte längre är en prins, utan en konung, så börjar prinsen inse det ansvar han nu ska bära på sina axlar som han innan inte hade kunnat förutspå. Han träder in i sin prinsessas kammare med en guldkrona på huvudet samt rikets nycklar i handen.

## Karaktärer
Det skrivs om tre karaktärer i novellen, fast alla tre framstår som namnlösa. Som läsare har man en tydligare bild av prinsens tapperhet och eviga kärlek för prinsessan men en vagare bild av prinsens utseende. De små detaljer som dock nämns om hans utseende beskrivs på följande sätt:
"[...] och med en sköld så ren som hans egna anletsdrag."
Prinsessan är mer en bikaraktär i berättelsen och det enda man får reda på är hennes utseende, en skönhet som är större än någon annans. 
Ståthållarens utseende beskrivs endast kortfattat:
"Och med åldrade händer lyfte han kronan och satte den på hans huvud." och "Han böjde sitt snövita huvud [...]".

## Placering i tid
Prinsessan och hela riket är ämnad att utspela sig på medeltiden. Detta kan man se genom:
- Meningen "[...] den tappraste riddersman man kunde skåda och med en sköld [...]" nämner en sköld. Sköld användes från 1000-talet ända fram till 1700-talet.[3]
- Prinsessan bor i en kunglig borg och dessa började byggas kring 900-talet.[4]
- När prinsen skulle träda in i prinsessans "sovgemak" som är en äldre benämning för sovrum som användes på 1700-talet.[5]